# John Billingsley
John Billingsley (Media, Pennsylvania, 20 mei 1960) is een Amerikaans acteur. Hij is gehuwd met actrice Bonita Friedericy.

## Carrière
Billingsley speelde een gastrol in een aanzienlijk aantal Amerikaanse televisieseries, waaronder rollen in de The X Files, Prison Break, Stargate SG-1 en 24. Van 2001 tot 2005 speelde hij een van de hoofdpersonages in de sciencefictionserie Star Trek: Enterprise. Ook was hij te zien als Professor West in de apocalyptische film 2012, die in november 2009 wereldwijd werd uitgebracht.